# Varietà di Poisson
Una varietà di Poisson è una varietà differenziabile dotata di una struttura aggiuntiva che generalizza quella presente nelle varietà simplettiche e quindi anche la struttura simplettica canonica di un fibrato cotangente tramite cui si formalizza la meccanica hamiltoniana. 
Le varietà di Poisson sono caratterizzate dalla presenza di un'operazione sulle funzioni che soddisfa le proprietà essenziali delle classiche parentesi di Poisson definite su un fibrato cotangente; tramite questa operazione è possibile associare ad ogni funzione un campo hamiltoniano che generalizza le usuali equazioni di Hamilton. Molte delle definizioni e dei risultati del formalismo hamiltoniano possono essere estese a questo contesto più ampio.

## Definizione formale
Una varietà di Poisson è una varietà differenziabile {\displaystyle M} sulla cui algebra delle funzioni {\displaystyle {\mathcal {F}}(M)} è definita un'operazione bilineare {\displaystyle \{\cdot ,\cdot \}} che soddisfa le seguenti proprietà:
- antisimmetria: {\displaystyle \{f,g\}=-\{g,f\}};
- regola di Leibniz: {\displaystyle \{f,gh\}=g\{f,h\}+\{f,g\}h};
- identità di Jacobi: {\displaystyle \{f,\{g,h\}\}+\{g,\{h,f\}\}+\{h,\{f,g\}\}=0}.

L'operazione {\displaystyle \{\cdot ,\cdot \}} viene chiamata parentesi di Poisson, quando la parentesi di due funzioni è nulla queste sono dette in involuzione. L'insieme {\displaystyle {\mathcal {F}}(M)} delle funzioni con le operazioni date dal prodotto ordinario e dalla parentesi di Poisson forma un'algebra di Poisson.
La regola di Leibniz permette di associare alla parentesi di Poisson un tensore (due volte controvariante) {\displaystyle P} attraverso l'identità
{\displaystyle P(\mathrm {d} f,\mathrm {d} g)=\{f,g\}}
detto il tensore di Poisson della varietà. D'altra parte l'identità di Jacobi ha come immediata conseguenza che se due funzioni {\displaystyle f} e{\displaystyle g} sono in involuzione con una terza funzione {\displaystyle h}, allora anche {\displaystyle \{f,g\}} è in involuzione con {\displaystyle h}. Data una funzione {\displaystyle h} su una varietà di Poisson il campo vettoriale hamiltoniano ad essa associato è definito dalla relazione (soggetta anche ad altre convenzioni di segno):
{\displaystyle X_{h}(f)={\dot {f}}=\{h,f\}.}
Se il tensore di Poisson {\displaystyle P} è non degenere, allora le uniche funzioni in involuzione con tutte le altre sono le funzioni costanti; se invece è degenere possono esistere delle funzioni non costanti in involuzione con tutte le altre, esse prendono il nome di funzioni di Casimir. Il campo hamiltoniano associato a una funzione di Casimir è nullo. La possibilità di avere tensori di Poisson degeneri è ciò che rende il concetto di varietà di Poisson più generale di quello di varietà simplettica.

## Esempi
- Ogni fibrato cotangente di una varietà differenziabile (con coordinate canoniche {\displaystyle q^{\lambda }}, {\displaystyle p_{\lambda }}) è una varietà di Poisson con la parentesi di Poisson canonica espressa (utilizzando la convenzione di Einstein) come

{\displaystyle \{f,g\}={\frac {\partial f}{\partial p_{\lambda }}}{\frac {\partial g}{\partial q^{\lambda }}}-{\frac {\partial g}{\partial p_{\lambda }}}{\frac {\partial f}{\partial q^{\lambda }}}.}
- Ogni varietà simplettica è una varietà di Poisson prendendo come tensore di Poisson l'inverso della forma simplettica; viceversa se un tensore di Poisson è invertibile il suo inverso è una 2-forma chiusa e quindi definisce una varietà simplettica.
- Come caso particolare del precedente ogni varietà di Kähler è una varietà di Poisson.
- Se {\displaystyle {\mathfrak {g}}} è un'algebra di Lie (di dimensione finita), allora il suo spazio duale {\displaystyle {\mathfrak {g}}^{*}} è una varietà di Poisson con la parentesi di Lie-Poisson

{\displaystyle \{f,g\}(\mu )=\langle \mu ,[df,dg]\rangle ,}
dove {\displaystyle f} e {\displaystyle g} sono funzioni su {\displaystyle {\mathfrak {g}}^{*}} e quindi i loro differenziali {\displaystyle \mathrm {d} f} e {\displaystyle \mathrm {d} g} appartengono al biduale {\displaystyle {\mathfrak {g}}^{**}\simeq {\mathfrak {g}}}, il simbolo {\displaystyle \langle \cdot ,\cdot \rangle } indica la forma bilineare tra {\displaystyle {\mathfrak {g}}} e il suo duale. Viceversa ogni parentesi di Poisson lineare su uno spazio vettoriale di dimensione finita definisce una struttura di algebra di Lie sul suo duale.
- Infine se su un'algebra di Lie {\displaystyle {\mathfrak {g}}} è definito un prodotto scalare {\displaystyle (\cdot ,\cdot )} tale che

{\displaystyle (A,[B,C])=(B,[C,A]),\quad \forall A,B,C\in {\mathfrak {g}},}
è possibile definire una struttura di Poisson non solo sul duale ma direttamente sull'algebra tramite
{\displaystyle \{f,g\}(M)=(M,[\nabla f,\nabla g]),}
dove il gradiente {\displaystyle \nabla f} è definito tramite {\displaystyle (\nabla f,X)=\langle \mathrm {d} f,X\rangle \forall X\in {\mathfrak {g}}}.